# Mycetina
Mycetina es un género de coleóptero (insecto del orden Coleoptera) de la familia Endomychidae. Es originario de Asia.

## Especies
Tiene especies según Biolib:
- Mycetina aequatorialis Arrow, 1948
- Mycetina africana Gorham, 1874
- Mycetina amabilis Gorham, 1873
- Mycetina ancoriger Gorham, 1873
- Mycetina apicalis (Motschulsky, 1835)
- Mycetina aptera Strohecker, 1957
- Mycetina arrowi Villiers, 1948
- Mycetina atricollis Pic, 1922
- Mycetina bakeri Strohecker, 1979
- Mycetina bistripunctata Mader, 1938
- Mycetina brevicollis Gorham, 1901
- Mycetina brevipes (Arrow, 1920)
- Mycetina brevis (Arrow, 1928)
- Mycetina castanea Gerstaecker, 1858
- Mycetina ceramica Strohecker, 1975
- Mycetina cinctipennis Arrow, 1920
- Mycetina compacta Fairmaire, 1891
- Mycetina corallina Arrow, 1920
- Mycetina cruciata (Schaller, 1783)
- Mycetina cyanescens Strohecker, 1943
- Mycetina cyanipennis Arrow, 1920
- Mycetina depressa Gerstaecker, 1858
- Mycetina doriae Gorham, 1885
- Mycetina emmerichi Mader, 1838
- Mycetina evansi Arrow, 1948
- Mycetina felix Arrow, 1920
- Mycetina formosana (Csiki, 1937)
- Mycetina fulva Chűjô, 1938
- Mycetina gabonica Pic, 1922
- Mycetina gedyei Arrow, 1936
- Mycetina globosa Arrow, 1920
- Mycetina heteropunctata Heller, 1898
- Mycetina hornii Crotch, 1873
- Mycetina humerosignata Nakane, 1968
- Mycetina idahoensis Fall, 1907
- Mycetina inapicalis Pic, 1904
- Mycetina kamikochiana Nakane, 1981
- Mycetina karin Sasaji, 1995
- Mycetina laticollis Gorham, 1887
- Mycetina longicornis Strohecker, 1979
- Mycetina lurida Arrow, 1920
- Mycetina luzonica Arrow, 1920
- Mycetina malaccana Pic, 1930
- Mycetina marginalis (Gebler, 1830)
- Mycetina minima Pic, 1927
- Mycetina minor Strohecker, 1951
- Mycetina montivaga Csiki, 1900
- Mycetina nebulosa Arrow, 1920
- Mycetina pallida Arrow, 1920
- Mycetina perpulchra Newman, 1838
- Mycetina pictumta Strohecker, 1957
- Mycetina plumicornis Strohecker, 1967
- Mycetina pulchella Arrow, 1920
- Mycetina pusilla Arrow, 1920
- Mycetina quadrimaculata Pic, 1930
- Mycetina rhodoptera Strohecker, 1979
- Mycetina rubescens Strohecker, 1952
- Mycetina rufipennis (Motschulsky, 1860)
- Mycetina sasajii Strohecker, 1982
- Mycetina similis (Chűjô, 1938)
- Mycetina soror Arrow, 1920
- Mycetina stackelbergi Kryzanovskij, 1976
- Mycetina superba Mader, 1941
- Mycetina testaceitarsis (Pic, 1926)
- Mycetina tetrasticta Arrow, 1920
- Mycetina tonkinea Pic, 1931
- Mycetina turneri Arrow, 1936
- Mycetina variicornis (Arrow, 1925)